# Трг Светог Петра
Трг Светог Петра (итал. Piazza San Pietro) је простор унутар Ватикана, испред Базилике Светог Петра.

## Изглед
То је овални трг са четвороструком колонадом са стране и отвореном улицом насупрот фасаде Базилике Светог Петра. С обе стране обелиска који се налази у средишту трга налазе се две фонтане. Колонада стубова има двојну функцију: омеђује трг, а уједно га ипак оставља приступачним. Постигнута је равнотежа затворености и отворености простора.

## Историја
Трг је у потпуности пројектовао Ђовани Лоренцо Бернини од 1656. до 1667, под надзором папе Александра VII.
Обелиск потиче из Хелиополиса у Египту. Октавијан Аугуст га је преместио у Александрију, а затим је Калигула наредио његово премештање у Рим, 37. године наше ере. 
На садашњу позицију обелиск је премештен 1586. године.
Фонтане су саграђене 1613. и 1675. године.

## Положај
На Трг се приступа из улице помирења (итал. Via della Conciliazione), која га повезује са Анђеоском тврђавом на западној обали реке Тибар. Тај приступ је једино место на које се без икакве контроле може ући у Ватикан. На свим је осталим улазима у Ватикан потребно је проћи контролу као и на свим другим државним границама.